# Akilles Tatios
Akilles Tatios (grekiska: Ἀχιλλεύς Τάτιος; latin: Achilles Tatius) av Alexandria var en grekisk författare under romartiden. 
Tatios levde troligen under 100-talet e.Kr. Han är känd för sitt enda bevarade arbete, det erotiskt romantiska Leukippe och Kleitofons äventyr. Boken är betydelsefull i litteraturhistorien då den var en av de första romanerna. Den lästes mycket under medeltiden och utgavs senare av Rudolf Hercher  i Erotici scriptores (1858).
Mycket litet är känt om Akilles Tatios liv. Källorna, Photios och Suda (där han omtalas som Akilles Statius) är ofta missvisande.